# Jan Bedřich z Trauttmansdorffu
Jan Bedřich hrabě z Trauttmansdorffu (německy Johann Friedrich Graf von Trauttmansdorff-Weinsberg; 5. ledna 1619 Vídeň – 4. února 1696 Praha) byl česko-rakouský šlechtic z rodu Trauttmansdorffů. Řadu let patřil k nejvyšším hodnostářům Českého království, kde také díky dědictví a vlastním nákupům vybudoval rozsáhlé majetkové zázemí.

## Kariéra
Narodil se jako druhorozený syn císařského diplomata hraběte Maxmiliána z Trauttmansdorffu (1584–1650) a jeho manželky Žofie Pálffyové (1596–1668). Jeho vzdělání věnoval otec značnou péči a vkládal do něj naděje ohledně diplomatických služeb, proto se již v roce 1643 stal císařským komorníkem a v roce 1645 říšským dvorním radou. Spolu s otcem se pak zúčastnil diplomatických jednání v závěru třicetileté války, poté jako diplomat působil například v Mnichově.
Po otcově smrti se více začal věnovat správě majetku, a když byl po smrti Ferdinanda III. odvolán z funkce skutečného císařského komorníka, rezignoval na další kariéru u dvora a zapojil se do správy v Českém království. V letech 1658–1696 byl nejvyšším zemským komorníkem, z titulu této funkce zároveň členem sboru místodržících a později i tajným radou. Spolu se starším bratrem Adamem Matyášem, který byl dlouholetým nejvyšším maršálkem, demonstroval rostoucí význam Trauttmansdorffů pro České království.

## Majetkové poměry
Po otci zdědil statky v Dolním Rakousku (Totzenbach) a palác ve Vídni, především ale panství Litomyšl ve východních Čechách. Krátce po převzetí otcovského dědictví (1650) začal kupovat další statky, získal Brandýs nad Orlicí s 26 vesnicemi (1652) a Červené Pečky na Kolínsku s 29 vesnicemi (1655). V Červených Pečkách pak nechal postavit raně barokní zámek (1660–1670), který sloužil pro občasné pobyty na cestách mezi Prahou a Litomyšlí. Panství Pečky pak rozšiřoval dalšími nákupy menších statků (Kbel 1661, Jindice 1670, Červený Hrádek 1681). Poslední významnou akvizicí byl zisk panství Choceň s 15 vesnicemi (1683). V sousedství Chocně pak krátce nato nechal vybudovat poutní kostel Nanebevzetí Panny Marie v Hemžích. V roce 1683 koupil Dolní Břežany u Prahy a k Červeným Pečkám ještě v roce 1689 koupil statek Žandov, kde někdejší jezuitskou rezidenci nechal přestavět na lovecký zámek.

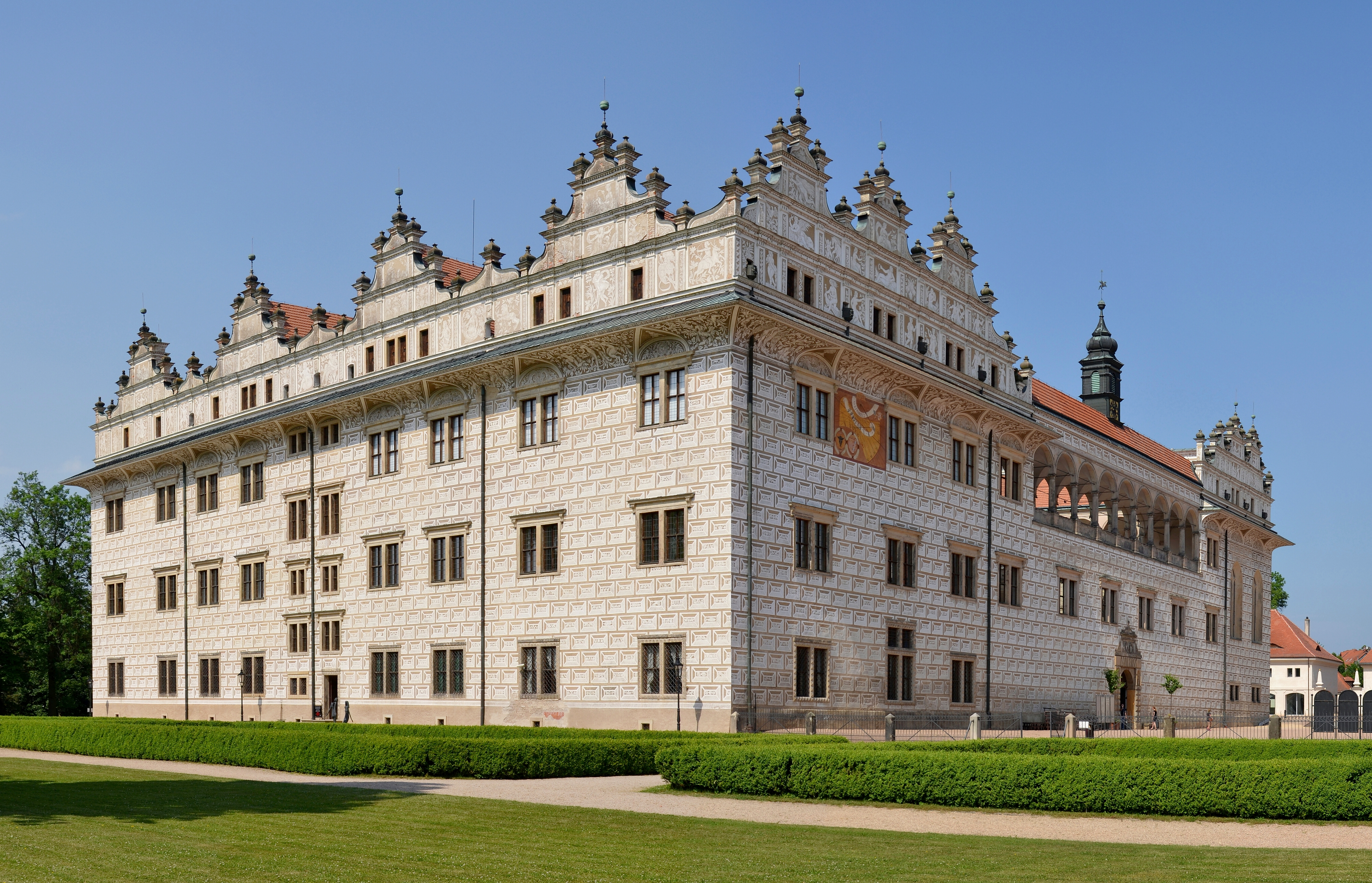
Renesanční zámek v Litomyšli

Všechna panství přebíral zdevastovaná třicetiletou válkou a snažil se o hospodářský rozvoj. Obnovoval pusté vesnice, zakládal nové dvory, ovčíny, podporoval výsadbu nových lesů atd. V souvislosti s tím se zvyšoval útlak poddaných, kteří se proto na jeho panstvích v roce 1680 zapojili do selského povstání. Hlavním sídlem byla Litomyšl, kde nechal provést některé úpravy na zámku, obnovil domy na náměstí zničené za třicetileté války, podporoval vznik církevních staveb a celkově se zasloužil o architektonickou proměnu Litomyšle v duchu baroka. Litomyšli také celkem třikrát potvrdil městská práva, velkorysý v udílení městských privilegií byl i v Brandýse nad Orlicí.

## Rodina
Jeho první manželkou byla od roku 1650 Marie Klára z Ditrichštejna (1626–1667), podruhé se oženil 10. ledna 1667, tedy 6 dní po smrti své první ženy, a to s hraběnkou Annou Marií Berkovou z Dubé a Lipé (1612–1674) a potřetí se oženil v Praze 26. ledna 1676 s Marií Eleonorou ze Šternberka (1654–1703), dcerou Václava Jiřího Holického ze Šternberka. Ze tří manželství měl celkem šestnáct dětí, mužské potomstvo pocházelo z manželství prvního (Jan Bedřich František 1654–1687) a třetího manželství. Rozsáhlý majetek si rozdělilo celkem pět synů, čímž došlo k rozdrobení dominia.
Z potomstva vynikli:
- druhorozený syn František Václav (1677–1753)
- dvě dcery z třetího sňatku, které roku 1712 založily školu a Klášter voršilek v Kutné Hoře a staly se jeho řeholnicemi:
  - Eleonora Františka z Trauttmannsdorffu (14.3.1690[7], † 12.8.1757)
  - Františka Maxmiliána z Trauttmansdorffu (27.8.1694 – 20.8.1721)